# Norðoyri

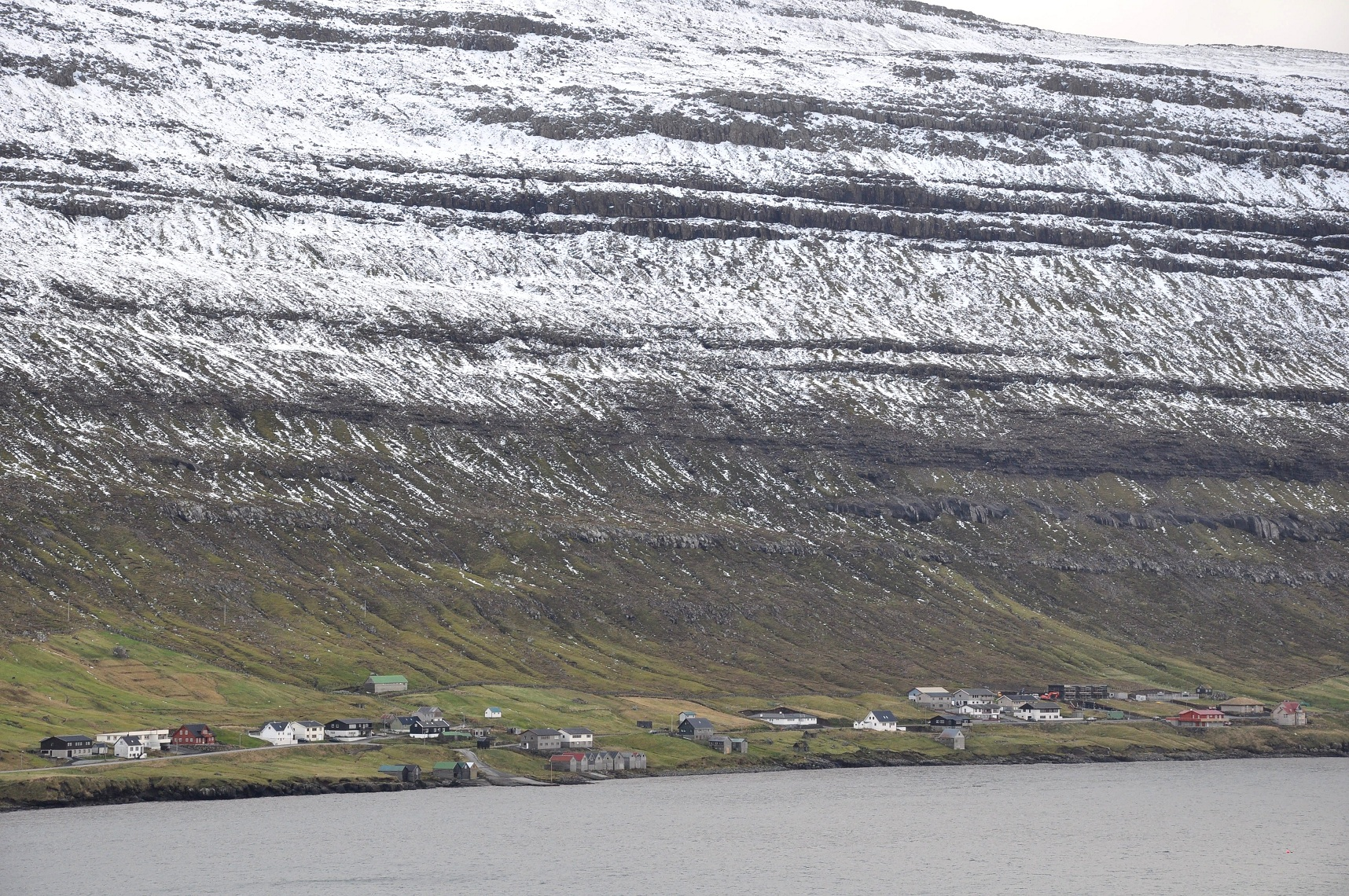
Norðoyri

Norðoyri [ˈnoːɹɔiɹɪ] (dänische Schreibweise: Nordøre) ist ein Ort der Färöer auf der Insel Borðoy, die zur Region der Nordinseln gehört.
- Einwohner: 87 (1. Januar 2011)
- Postleitzahl: FO-725
- Kommune: Klaksvík
- Markatal: 24 (jeweils Inmark und Ausmark)

Norðoyri liegt südlich der Stadt Klaksvík am Ostufer des Fjords Borðoyarvík.
Ausgrabungen konnten eine Besiedlung des Ortes schon zur Wikingerzeit nachweisen. Am 12. März 1745 wurde hier ein Gehöft durch ein Lawinenunglück zerstört. Auf den Tag genau 20 Jahre später passierte diesem Hof das gleiche Schicksal erneut. Seine Ruinen sind heute noch zu sehen.